# بانی سنت کلر
بانی سنت کلر (انگلیسی: Bonnie St. Claire؛ زادهٔ ۱۸ نوامبر ۱۹۴۹) خوانندگی، هنرپیشه اهل پادشاهی هلند است.